# Relations entre la Croatie et l'Union européenne de 1991 à 2013
Cet article parle des relations entre les Communautés européennes, puis l'Union européenne, et la Croatie de 1991 à 2013, c'est-à-dire avant son adhésion. Les relations postérieures à cette adhésion font l'objet d'un article sur la période post 2013.
Les relations entre la Croatie et les Communautés européennes, puis avec l'Union européenne débutent en 1992, alors que les États membres d'alors reconnaissent l’indépendance du pays.

## Histoire

### Pré-indépendance
Dès le début des années 1990, certains acteurs internes à la Yougoslavie voyait l'adhésion aux Communautés européennes comme un moyen de résoudre les dissensions ethniques internes au sein de la Croatie. Selon le Parti social-libéral croate, l'adhésion de la Yougoslavie permettrait de « faire revenir le pays en Europe » et éviterait une régression économique et sociale.

### Indépendance, guerre et reconnaissance de la Croatie
Vainqueur des élections législatives de 1990, l'Union démocratique croate est en faveur de l'adhésion de la Croatie aux Communautés européennes. Devenu président, Franjo Tuđman insiste sur les perspectives d'intégration et sur le retour vers l'Europe comme moyen de résoudre la crise yougoslave (en adoptant notamment une structure confédérale).
Cependant la crise yougoslave s'aggrave et, le 19 mai 1991, les autorités croates organisent un référendum sur l'indépendance avec l'option de rester au sein d'une Yougoslavie avec une plus large autonomie. Les autorités locales serbes appellent à un boycott, lequel est largement suivi par les Serbes de Croatie. 94 % de votants se prononcent en faveur de l'indépendance, la Croatie proclame son indépendance et révoque son appartenance à la Yougoslavie le 25 juin 1991.
La Commission européenne presse les autorités croates de mettre en place un moratoire de trois mois sur la décision. La Croatie accepte de geler la déclaration pour trois mois ce qui fait provisoirement baisser la pression.
La reconnaissance de la Croatie par les États membres des Communautés européennes intervient le 15 janvier 1992, à la demande de l'Allemagne. Toutefois la période marque une détérioration des relations entre la Croatie et l'Union européenne, la première ne comprenant pas les critiques formulées par la communauté internationale à propos des actions menées par la Croatie tandis que cette dernière s'inquiétait des politiques internes menées par Tuđman. Ainsi, au printemps 1993, la Communauté critiqua le soutien croate aux forces croates de Bosnie et menaça d'adopter des mesures restrictives contre la Croatie si ce soutien n'était pas retiré en juin 1993. En juillet de la même année, les États membres prirent la décision d'exercer une pression diplomatique sur la Croatie afin qu'elle retire ce soutien, avertissant que des mesures restrictives pourraient être adoptées.
En 1995, les tentatives de négociations d'un accord commercial et de coopération échouent à la suite des attaques menées par les forces armées croates en Slavonie occidentale et l'opération Tempête. L'application du programme PHARE fut également suspendu. Ces deux éléments étaient en effet conditionnés par le respect des droits de l'homme.
La guerre ne prend pas fin avant le 12 novembre 1995 et l'accord d'Erdut, complétés par les accords de Dayton au mois de décembre suivant.

### Deuxième moitié des années 1990: une gouvernance autoritaire
En 1996, le Conseil des affaires générales s'accorda pour reprendre les négociations en vue de conclure un accord commercial et de coopération tout en insistant sur la nécessité, pour la Croatie, de respecter les droits de l'homme.
Réélu en 1997 le président de la république de Croatie, Franjo Tuđman développe une gouvernance de type autoritaire. Celui-ci percevait alors les réticences occidentales à l'intégration de la Croatie comme un signe des volontés euro-atlantiques de voir la Croatie réintégrer une association des États des Balkans qu'il considérait comme contraire à l'intérêt national croate.

### Dépôt de candidature et procédure d'adhésion
Le rapprochement de la Croatie avec l'Union européenne commence au lendemain de la défaite de l'Union démocratique croate (HDZ) lors des élections législatives de 2000. Cette période marque une phase de démocratisation de la Croatie et une sortie de l'isolationnisme international de la Croatie.
La candidature croate est déposée par le gouvernement Ivica Račan en février 2003. La candidature s'inscrivait dans le cadre du processus d'association et de stabilisation, établit en 1999, et destiné aux États d'Europe du sud-est.

## Sources

## Compléments